# HMS Uganda (66)
«Уганда» (англ. HMS Uganda (66) — військовий корабель, легкий крейсер типу «Коронна колонія» підкласу «Фіджі» Королівських військово-морських флотів Великої Британії та Канади за часів Другої світової та Холодної війн.

## Історія створення
Легкий крейсер «Уганда» був закладений 20 липня 1939 року на верфі компанії Vickers-Armstrongs у Ньюкасл-апон-Тайні. 7 серпня 1941 року він був спущений на воду, а 3 січня 1943 року крейсер увійшов до складу Королівських ВМС Великої Британії.

## Історія служби
У березні 1943 року після навчання в Скапа-Флоу «Уганда» відпливла як супровід конвою для захисту конвою, що прямував до Сьєрра-Леоне, від німецьких есмінців типу «Нарвік», що діяли з Біскайської затоки. 21 червня 1943 року він приєднався до есмінців «Віцерой», «Воллес», «Візерінгтон» і «Вулстон» та ескортних есмінців «Ерроу», «Бланкні», «Брекон», «Бріссенден», «Блінкатра», «Гемблдон», «Ледбері» і «Мендіп», які супроводжували військовий конвой WS 31/КМФ 17 на ділянці переходу між Клайдом і Гібралтаром. 26 червня 1943 року конвої розділилися, і есмінці «Амазон», «Бульдог» і «Фоксхаунд», що базувалися в Гібралтарі, та ескортний міноносець «Блекмор» взяли на себе супроводження конвою WS 31, який продовжив свій шлях до Фрітауна, Сьєрра-Леоне, на шляху до Близького Сходу, в той час як головні сили попрямували до Гібралтару в супроводі KMF 17, прибувши туди 28 червня 1943 року.
Після двох таких місій крейсер відправили супроводжувати океанський лайнер «Квін Мері», який перевозив Вінстона Черчилля та його персонал до Вашингтона. Після повернення «Уганда» повернувся до Плімута для ремонту.
Після завершення ремонту «Уганду» відправили в Середземне море як супровід одного з найбільших військових конвоїв війни, що прямував до Сицилії. У липні корабель увійшов до складу 15-ї ескадри крейсерів Середземноморського флоту. «Уганда» був частиною флоту під час операції «Хаскі», вторгнення на Сицилію 10 липня 1943 року. «Уганда» був частиною Східних сил підтримки в операції «Хаскі». У межах британського плацдарму «Уганда» з крейсерами «Оріон», «Морішиес» і монітором «Еребус» підтримувала 8-му британську армію. 10 серпня, знову в контексті артилерійської підтримки підрозділів 8-ї армії, «Уганда» та голландський канонерський човен «Флорес» обстріляли позиції на північ від Репосто. 12 серпня «Уганда», монітор «Робертс» і голландські канонерські човни «Скараб» та «Соемба» обстріляли східне узбережжя Сицилії.
9 вересня 1943 року, на початку операції «Аваланч», легкий крейсер брав участь в артилерійській підтримці вторгнення в Італію в Салерно. «Уганда» входив до групи забезпечення та супроводу сил Північної ударної групи, яка висадила британський X корпус. «Уганда» був серед кораблів, змушених стояти поблизу берегу, щоб забезпечити безпосередню вогневу підтримку ВМС. У цій ситуації флот зазнав повітряних атак з використанням радіокерованих бомб FX 1400 і планерних бомб Hs 293. 13 вересня 1943 року корабель дістав пряме влучення від нової німецької радіокерованої 1,4-тонної плануючої бомби Fritz X, скинутої з бомбардувальника Dornier Do 217K-2 авіагрупи III./KG 100 «Вікінг». Fritz X пройшов через сім палуб і прямо через його кіль, вибухнувши під водою прямо під кілем. Це призвело до загибелі 16 людей. Пошкоджений корабель за допомогою одного двигуна відбуксирували на Мальту «Наррагансетт», де було зроблено тимчасовий ремонт.
«Уганду» відправили на американську верф у Чарльстоні для капітального ремонту.
Після повного циклу модернізації та ремонту крейсер передали до оперативної зони Британського Тихоокеанського флоту на південь від островів Сакісіма. Він увійшов до 4-ї крейсерської ескадри. Умови для екіпажу були важкими, оскільки корабель не був модифікований для тропічних умов, що забезпечило б кращу циркуляцію повітря по всьому кораблю та більший запас прісної води.
З 11 по 13 квітня 1945 року «Уганда» у складі 57-ї оперативної групи на Тихому океані атакувала аеродроми та об'єкти на півночі Формози, перш ніж крейсер перенаправили назад до Сакісіма-Гунто. Корабель брав участь у бомбардуванні японських авіабаз на Сакісіма з 15 по 20 квітня, перш ніж флот перейшов до затоки Лейте. Під час свого перебування в 57-ій оперативній групі «Уганда» зазнав атаку камікадзе. За звитягу та мужність екіпажу крейсер отримав бойову відзнаку за битву за Окінаву та брав участь у атаці на Трук, Формозу та Сакісіму.
На Лейте корабель увійшов до складу 3-го флоту США і став єдиним військовим кораблем Королівського канадського флоту, який воював на Тихоокеанському театрі війни проти Імператорського флоту Японії.